# リトアニア人
リトアニア人（リトアニア語: lietuviai）は、バルト三国の民族集団であり、現在のリトアニア共和国（リトアニア）の住民を形成する主要な民族。全世界の総人口は約370万人から約410万人とされる。リトアニア人はリトアニアの原住民であり、リトアニアには約240万人が住んでいる。彼らの母国語はリトアニア語であり、ラトビア語とともにバルト語族で現存する2つの言語のうちの1つである。2021年に実施された国勢調査によると、リトアニアの人口の84.6％がリトアニア人であり、6.5％がポーランド人、5.0％がロシア人、1.0％がベラルーシ人、1.1％がその他の民族であった。ほとんどのリトアニア人はカトリック教会に属しているが、第二次世界大戦前に東プロイセンの北部に住んでいたリエトゥヴィニンガイ人はほとんどがルター派であった。
著名なリトアニア人に関してはリトアニア人の一覧を参照。

## 遺伝的特徴
リトアニア人のY染色体はハプログループN（ウラル語族に関連）が43.0％、ハプログループR1a（印欧語族サテム語に関連）が36％である。過去のある段階でウラル語族から印欧語族への言語交替が起きたと考えられる。
身体人類学と考古学の両面で、リトアニア人は中央ヨーロッパと北東ヨーロッパの民族の中で最も典型的な特徴を持っており、考古遺伝学的手法により、最終氷河期の後、人々は現在のリトアニアの領土に2つの方向からやってきたことが示されている。リトアニア地方では、有史以前の移住の第一波と第二波、第三波があり、1回目と2回目の移動の波は、リトアニア共和国と近隣諸国の領土に南と南西から～1万3～1万年前頃に発生した。3回目の移動の波は、同じ領土に北東から～7～6千年前に発生した。ヴァド IXハプロタイプと呼ばれる遺伝子を、現在のリトアニア人女性の95％は持っており、遺伝的祖先と考えられている。IX遺伝子型の人々は（旧石器時代のスヴィドラ文化とバルト海マドレン考古学的文化の担い手）、バルカン・カルパチア地方北部と西ヨーロッパから、つまり氷河期後に人類が東バルトに移住した最初の波とともにリトアニアにやって来ている。リトアニア男性集団では、Y染色体DNA配列の約45％が北バルカン・カルパチア地域由来のR1aハプログループに属し、約37％が「原ヨーロッパ」N3ハプログループに属しているN3ハプログループがウラル語族集団で特に頻度が高いことから、かなりの数のリトアニア人男性の遺伝的祖先が北東から（おそらく北・中央ウラルの西麓から）現在のリトアニアの領土に到着または侵入したことは容易に推測できる。

## 文化と文字
リトアニアに住むほぼ全てのリトアニア人とリトアニア・ディアスポラの大部分はリトアニア語を話すが、言語学者の間では現存するインド・ヨーロッパ諸語の中で最も古い特徴を残していると考えられている。14世紀末または（Z. Zinkevičiusによれば）13世紀半ば以来（1864年から1904年までの期間を除く）、リトアニア語の文字はポーランド人から採用されたラテンアルファベットを使用している（1387年のリトアニア洗礼以前にもリトアニア人がリトアニア語特有のアルファベットを使用していた可能性があるという仮定は、まだ確認されておらず、また明確に否定されていない）。最古のリトアニア語写本（Catholic poteri）は16世紀初頭に書かれた。最初のリトアニア語の本（M. Mažvydasによるルター派のカテキズム）は1547年に出版され、聖書は1579～1590年頃に初めてリトアニア語に翻訳された。リトアニア語の小説の始まりは18世紀初頭にまで遡ることができるが、一般的には世紀後半に執筆したクリスティヨナス・ドネライティスがリトアニア文学の創始者と考えられている。リトアニア初の定期刊行物（"Nusidavimai Dievo króystėje"）は1823年に創刊された。

## 宗教
リトアニアは、ヨーロッパ諸国の中で最も最近まで土着信仰が栄えていた歴史を持つ国である。リトアニア人のキリスト教化は1387年に始まったが、それ以前はリトアニアの古い宗教が栄えていた。キリスト教布教後も、何世紀にもわたって（18世紀まで）、カトリックと先祖伝来の宗教の要素を組み合わせた混合信仰が存在した。これは民芸品や民間伝承に現在も見て取れる。リトアニア人の約77％はローマ・カトリック教徒であり、約9％は無神論者である。残りはプロテスタント（リトアニアでは、リトアニアのプロテスタントはビルジャイ、ケダイネイ、タウラゲ周辺に集中している）であり、非伝統的な宗教やその他の宗教を信仰している。

## 歴史

### 民族の起源
民族的な起源という点では、リトアニア人はリトアニア（古リトアニア）族、より正確には、その全存在期間（5～12世紀）において2つの下位民族グループから構成されていた部族、東部古リトアニア人と、いわゆるプロトセム族を基礎として形成された西部古リトアニア人にまで遡ることができる。東部旧リトアニア人と西部旧リトアニア人、そしてリトアニア人によって部分的に同化された他のいくつかのバルト海の部族、特にヨトヴィンギ人、ラトガリアン、セリアン人、セミガリアン人、クルシ人があった。11世紀と12世紀に、大規模なリトアニア部族はリトアニア国家を形成しリトアニア民族へと変貌した。

### リトアニア国家の形成
リトアニア民族の形成は、ロシア帝国によるリトアニア全土の併合（1793年、1795年、1815年）によって長い間中断されたが、リトアニア民族の不可逆的な形成過程は、特に19世紀最後の数十年間で活発化し、リトアニア民族運動が発生した。長年、ポーランド・リトアニア共和国に支配されたためポーランド語化し、リトアニア語を全く忘れてしまったリトアニア人のほとんどが、少なくとも19世紀末までは自分たちをリトアニア民族であると認識していたが、寂れたリトアニア語の使用と復活をめざし「言語的」なリトアニア民族性の再活性化を志した。1883年のリトアニア民族運動以降は、母語を放棄したリトアニア人を同胞と見なそうとしなくなった。このため、リトアニア語と民族の形成は深く結びつくようになった。

### リトアニア人移民と拡散
リトアニア人は、ソ連崩壊後の経済難により1990年代には、アイルランド、英国、スペイン、ドイツなどへの大規模な経済移民が起こった。1991～2006年の間で、40万人以上がリトアニア共和国を離れた。リトアニア人口の経済的移住、1990年以降のリトアニアの出生率の大幅な低下、20世紀末のリトアニア共和国の医療制度の満足な機能低下は、慢性的な人口減少を引き起こし、その影響は、2004年のリトアニア共和国のEU加盟の時点で、ピークに達した。近年では経済が持ち直してきているが、依然として少子化に悩まされている。